# Bujis

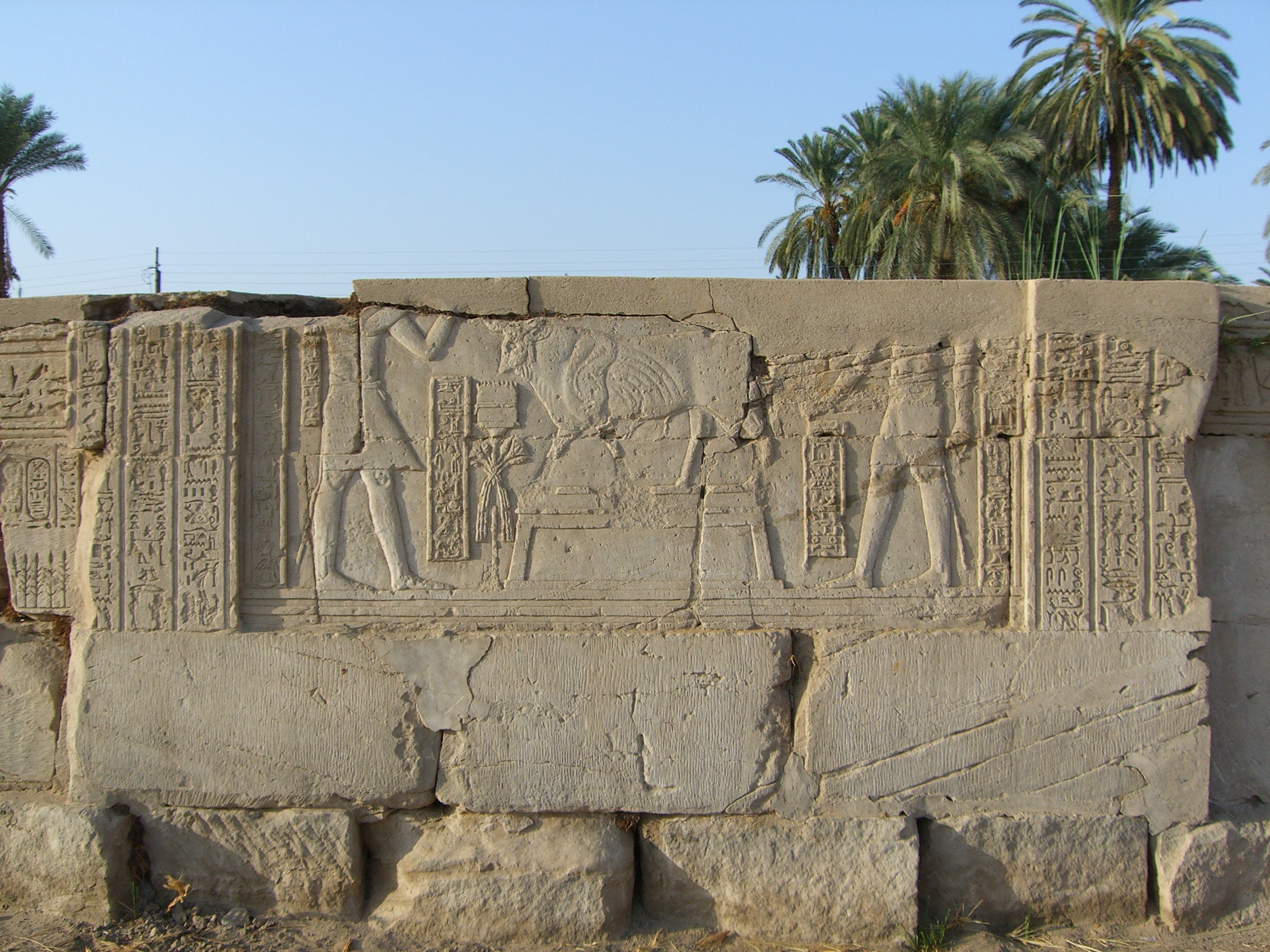
Bajorrelieve representando al emperador Trajano realizando una ofrenda a Bujis en Medamud.

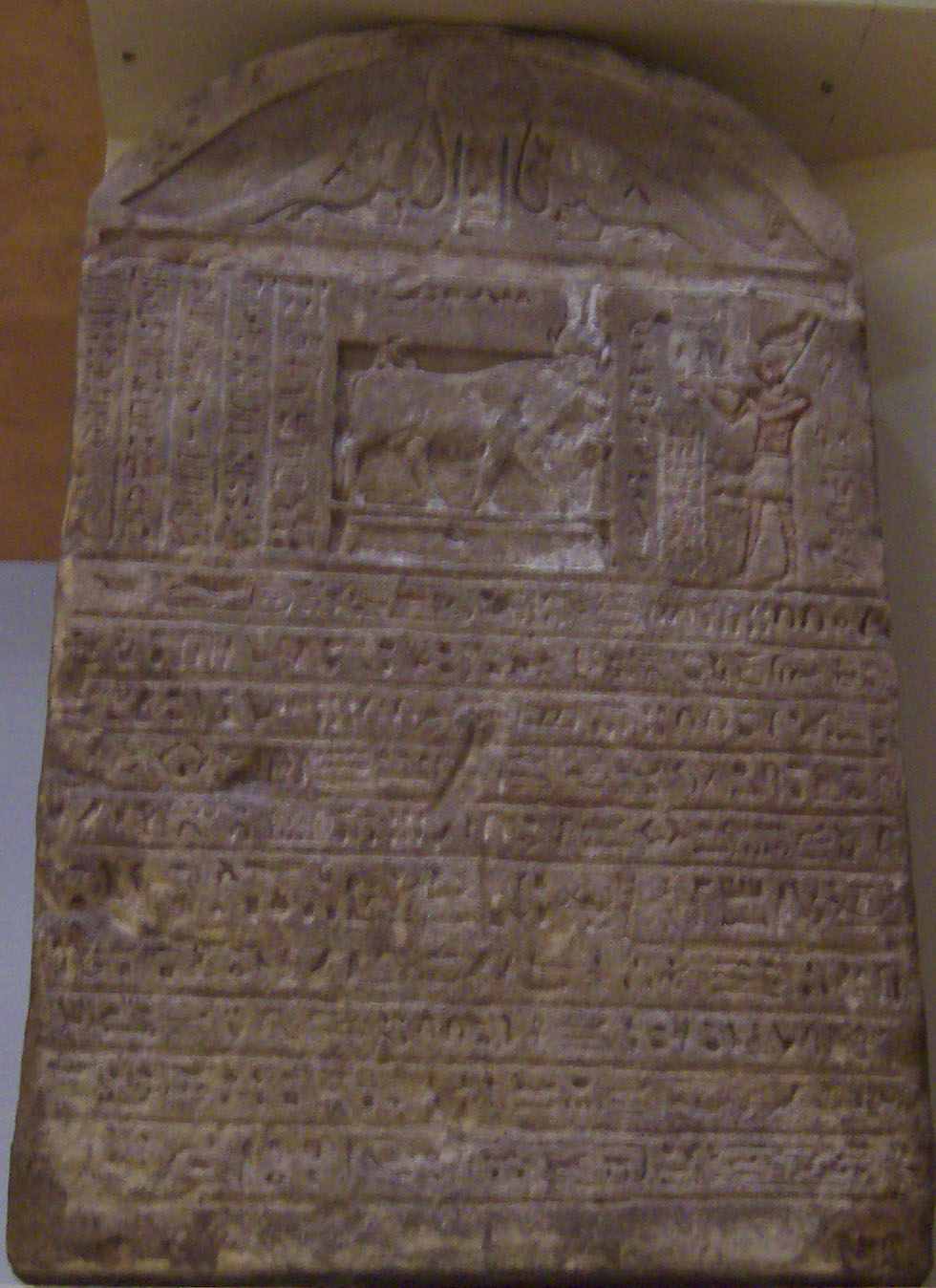
Estela conmemorativa de la muerte y entierro de un toro Bujis durante el reinado de Tiberio.

Bujis (nombre griego) o Baj (nombre egipcio) es el nombre que recibía el toro considerado la encarnación de Ra y Osiris en la mitología egipcia; también era el ka de Montu. Estaba relacionado con el poder germinador y la fecundidad del suelo.
Se elegía un toro salvaje como encarnación de Montu, y era venerado como tal. Con el tiempo los criterios para elegir el toro se hicieron más rígidos, eligiendo toros con el cuerpo blanco y la cara negra. Cuando estos toros (o sus madres) morían eran momificados, y se llevaban a un cementerio conocido como el Bujeum. Las madres fueron consideradas como representaciones de Hathor, la madre de estas deidades. 

## Iconografía
Era representado como un toro de cuerpo blanco y la cabeza negra tocado con un ureo, con disco solar y dos altas plumas; también como hombre con cabeza de toro.

## Culto
Se veneraba en la ciudad de Hermontis, como "Toro de las montañas y el ocaso" y en Medamud. Baj fue identificado como una forma de Apis, y por lo tanto considerado como una encarnación de Osiris. El último entierro de un toro Bujis en el Bujeum de Hermontis fue en 340 d. C. El culto al toro se prolongó hasta alrededor del año 360de nuestra era, cuando fue destruido por el aumento del fundamentalismo cristiano en el imperio romano. 
El Bujeum fue descubierto en 1927 por Robert Mond y U. B. Emery, y en él había un oráculo. 
Macrobio comenta de él que cada hora cambiaba de color.

### Citas
1. ↑  Muller: op. cit., pág. 160.
2. ↑  Frankfurter: op. cit., pág. 72
3. ↑  Daly y Petry: op. cit., pág. 28